# سكوت روبيرتسون
سكوت روبيرتسون (بالإنجليزية: Scott Robertson)‏ (26 نوفمبر 1987 في المملكة المتحدة - ) هو لاعب كرة قدم بريطاني في مركز الوسط. لعب مع كوين أوف ساوث ونادي سترنرير ‏ ونادي ستيرلينغ ألبيون ونادي اربوراث ونادي بارتيك ثيسل.

## وصلات خارجية
- سكوت روبيرتسون على موقع قاعدة بيانات كرة القدم.إي يو (الإنجليزية)
- سكوت روبيرتسون على موقع Soccerbase.com (لاعب) (الإنجليزية)
- سكوت روبيرتسون على موقع Soccerway.com (الإنجليزية)